# Хорисимидзу, Тиэко
Тиэ́ко Хорисими́дзу (яп. 堀清水千恵子 Хорисимидзу Тиэко) — японская кёрлингистка.
В составе женской команды Японии участница чемпионата мира 1994, где заняли десятое место. Двукратная бронзовая медалистка чемпионата Японии среди женщин.

## Достижения
- Чемпионат Японии по кёрлингу среди женщин: бронза (1991, 1992).

## Команды
| Сезон   | Четвёртый         | Третий       | Второй            | Первый            | Запасной Тренер | Турниры            |
| ------- | ----------------- | ------------ | ----------------- | ----------------- | --------------- | ------------------ |
| 1990—91 | Minori Kudo       | Маюми Абэ    | Тиэко Хорисимидзу | Mayumi Kaneko     |                 | ЧЯЖ 1991           |
| 1991—92 | Тиэко Хорисимидзу | Акэми Нива   | Miki Ishikawa     | Mayumi Kaneko     |                 | ЧЯЖ 1992           |
| 1993—94 | Маюми Сэгути      | Аяко Исигаки | Акэми Нива        | Тиэко Хорисимидзу | Мами Нисиока    | ЧМ 1994 (10 место) |

(скипы выделены полужирным шрифтом)